# Gustavo Apis

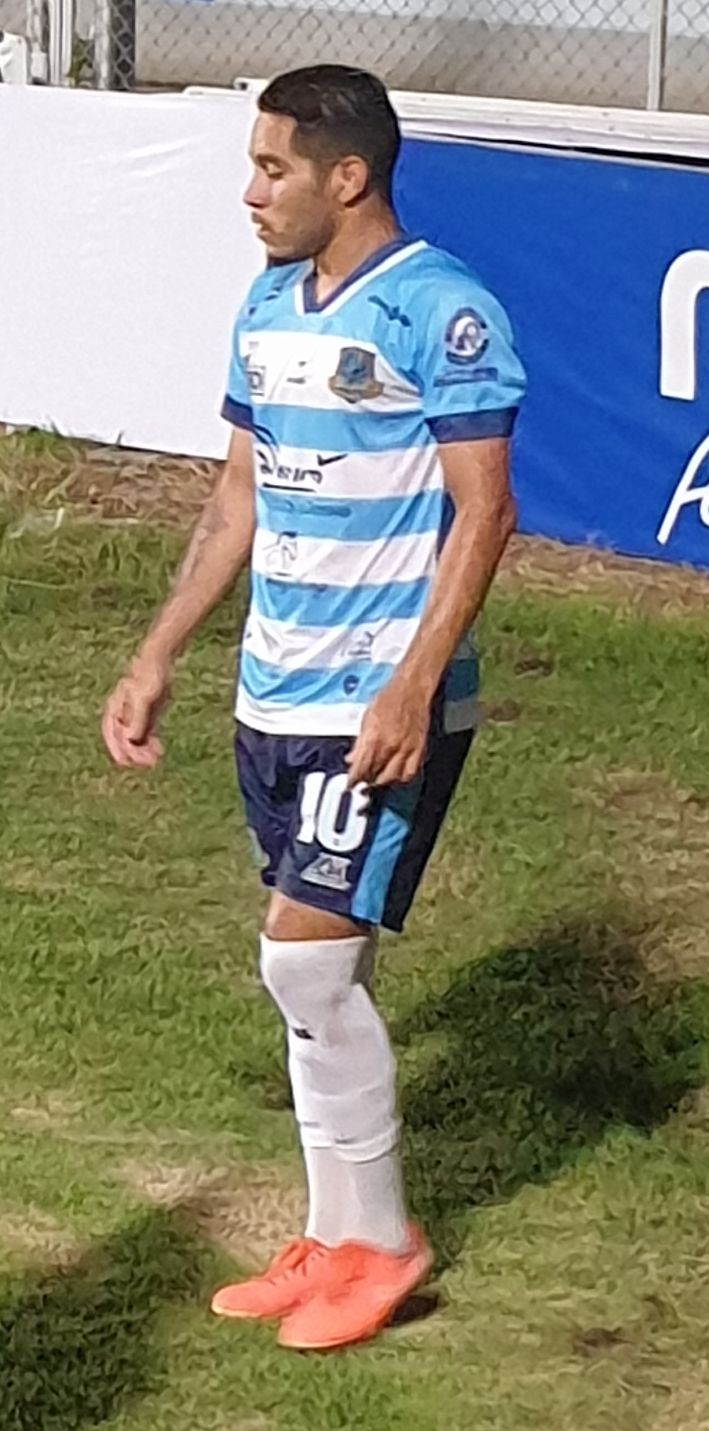

Gustavo Apis Pascoal de Farias (* 14. Juni 1999 in Nova Iguaçu), auch bekannt als Gustavo Apis, ist ein brasilianischer Fußballspieler.

## Karriere
Gustavo Apis erlernte das Fußballspielen in der Jugend des Nova Iguaçu FC im brasilianischen Nova Iguaçu. Als Jugendspieler bestritt er mit der ersten Mannschaft zehn Spiele in der Staatsmeisterschaft von Rio de Janeiro. Von Januar 2021 bis August 2021 wurde er an die U23-Mannschaft von Fluminense Rio de Janeiro verliehen. Im September 2021 wurde er von Fluminense Rio de Janeiro fest unter Vertrag genommen. Der Verein aus Rio de Janeiro spielte in der ersten Liga, der Série A. 2021 bestritt er fünf Erstligaspiele. Von Februar 2022 bis Juli 2022 wurde er an den Clube de Regatas Brasil verliehen. Der Verein aus Maceió spielte in der zweiten Liga, der Série B. Für CRB bestritt er drei Zweitligaspiele und acht Spiele in der Staatsmeisterschaft von Alagoas. Sein Jugendverein Nova Iguaçu FC lieh ihn von März 2024 bis Dezember 2024 aus. Für Nova Iguaçu bestritt er elf Ligaspiele in der vierten Liga. Mitte August 2025 zog es ihn nach Asien. Hier unterschrieb er in Thailand einen Vertrag beim Zweitligisten Pattaya United FC.